# Burton Malkiel
Burton Gordon Malkiel (28 de agosto de 1932) es un economista y escritor estadounidense, famoso por su clásico libro sobre finanzas "Un paseo aleatorio por Wall Street" (A random walk down Wall Street). Es uno de los defensores de la hipótesis del mercado eficiente, que sostiene que los precios de los valores negociados públicamente reflejan toda la información disponible en el mercado.
Es profesor de economía en la Universidad de Princeton, donde ha sido dos veces presidente del departamento de economía. Ha servido como miembro del consejo económico de los Estados Unidos entre 1975 y 1977, fue presidente de la Asociación Americana de Finanzas (1978) y decano de la facultad de empresariales de la universidad de Yale (1981-1988).